# Aninoasa, Argeș
Aninoasa là một xã thuộc hạt Argeș, România. Dân số thời điểm năm 2002 là 3378 người.